# Aleksander Saebelmann-Kunileid

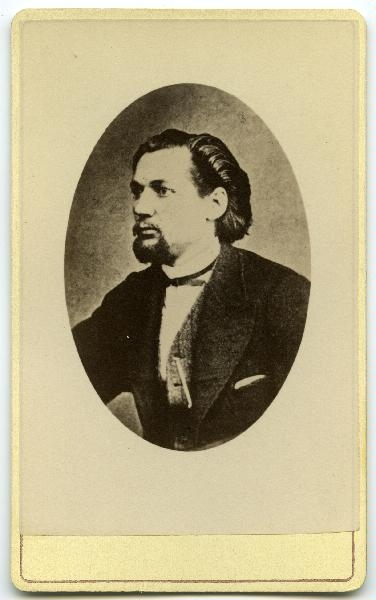
Aleksander Saebelmann-Kunileid

Aleksander Saebelmann-Kunileid (* 22. November 1845 in Audru, Estland; † 27. Juli 1875 in Poltawa, Ukraine) war ein estnischer Komponist. Er gilt als einer der Begründer der estnischen Chormusik.

## Leben und Werk
Aleksander Peeter Karl Saebelmann (auch Säbelmann) wurde im Kreis Pärnu als Sohn eines Lehrers geboren. Wie bei seinem Bruder Friedrich August Saebelmann zeigte sich früh eine musikalische Begabung. Die erste musikalische Ausbildung erhielt er von seinem Vater, der Orgel und Klavier spielte. Als 16-Jähriger ging Aleksander Saebelmann auf das renommierte Lehrer-Seminar von Jānis Cimze in Valga (deutsch Walk), das er 1865 abschloss.
Anschließend arbeitete Aleksander Saebelmann drei Jahre lang als Lehrer in Paistu. Dort spielte er häufig die Orgel der örtlichen Kirche. Er schloss Freundschaft mit den tragenden Figuren der Zeit des nationalen estnischen Erwachens: Carl Robert Jakobson, Johann Voldemar Jannsen und dessen Tochter Lydia Koidula. 1868 berief das Seminar von Valga Kunileid zum Assistenzlehrer. Seinen deutsch klingenden Namen legte er zugunsten des selbstgewählten estnischen Namens Kunileid ab. Er soll auf das Motto Jakobsons Otsi, kuni leiad („Suche, bis du findest“) zurückgehen.
Auf Jakobsons Betreiben spielte Kunileid eine tragende Rolle beim ersten estnischen Sängerfest 1869. Kunileid komponierte in dieser Zeit zahlreiche Lieder für Chor wie Mu isamaa on minu arm, Sind surmani und Mu isamaa nad olid matnud, die heute zum klassischen estnischen Kanon nationalgesinnter Lieder zählen.
Jakobson nahm Kunileids Werke auch in seine berühmte Sammlung estnischer Lieder Wanemuine Kandle Healed (erster Band 1869, zweiter Band 1871) auf. Beim estnischen Sängerfest 1869 fungierte Kunileid neben Jannsen als Hauptorganisator und Vorsitzender der Jury für Chorgesang.
1871 übersiedelte Kunileid mit seinem jüngeren Bruder Friedrich Saebelmann, der ebenfalls das Lehrer-Seminar in Volga absolviert hatte, nach Sankt Petersburg. Anfänglich mussten beide in sehr einfachen Verhältnissen leben. In Gattschina nahe der russischen Hauptstadt wurde Aleksander Kunileid Lehrer an der estnischen Schule, später am Seminar von Kolppana. 1873 verschlechterte sich Kunileids Gesundheit zusehends. Wegen des besseren Klimas wurde er im selben Jahr Lehrer und Organist in Poltawa. Dort starb er im Sommer 1875. Er wurde auf dem Stadtfriedhof von Poltawa begraben, der nach dem Zweiten Weltkrieg eingeebnet wurde.

## Vertonungen (Auswahl)
- "Arg kosilane" (Text: Friedrich Reinhold Kreutzwald)
- "Kaste ja pisarad" (Carl Robert Jakobson)
- "Meil aiaäärne tänavas" (Lydia Koidula)
- "Miks sa nutad, lilleke?" (Lydia Koidula)
- "Mu mõttes on üks ainuke" (Volksdichtung)
- "Põua aastal 1868" (Carl Robert Jakobson)
- "Süda tuksub" (Volksdichtung)
- "Ema ja laps" (Carl Robert Jakobson)
- "Mu isamaa on minu arm" (Lydia Koidula)
- "Mu isamaa, nad olid matnud" (Lydia Koidula)
- "Sind surmani" (Lydia Koidula)
- "Veel pole kadunud kõik" (Carl Robert Jakobson)
- "Õitse ja haljenda, eestlaste maa" (Lydia Koidula)
- "Süda tuksub" (Volksdichtung)
- "Mu mõttes on üksainuke" (Volksdichtung)